# Duomo di Gerace

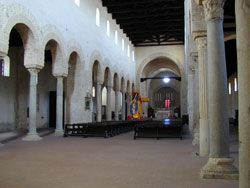
Interno della basilica concattedrale

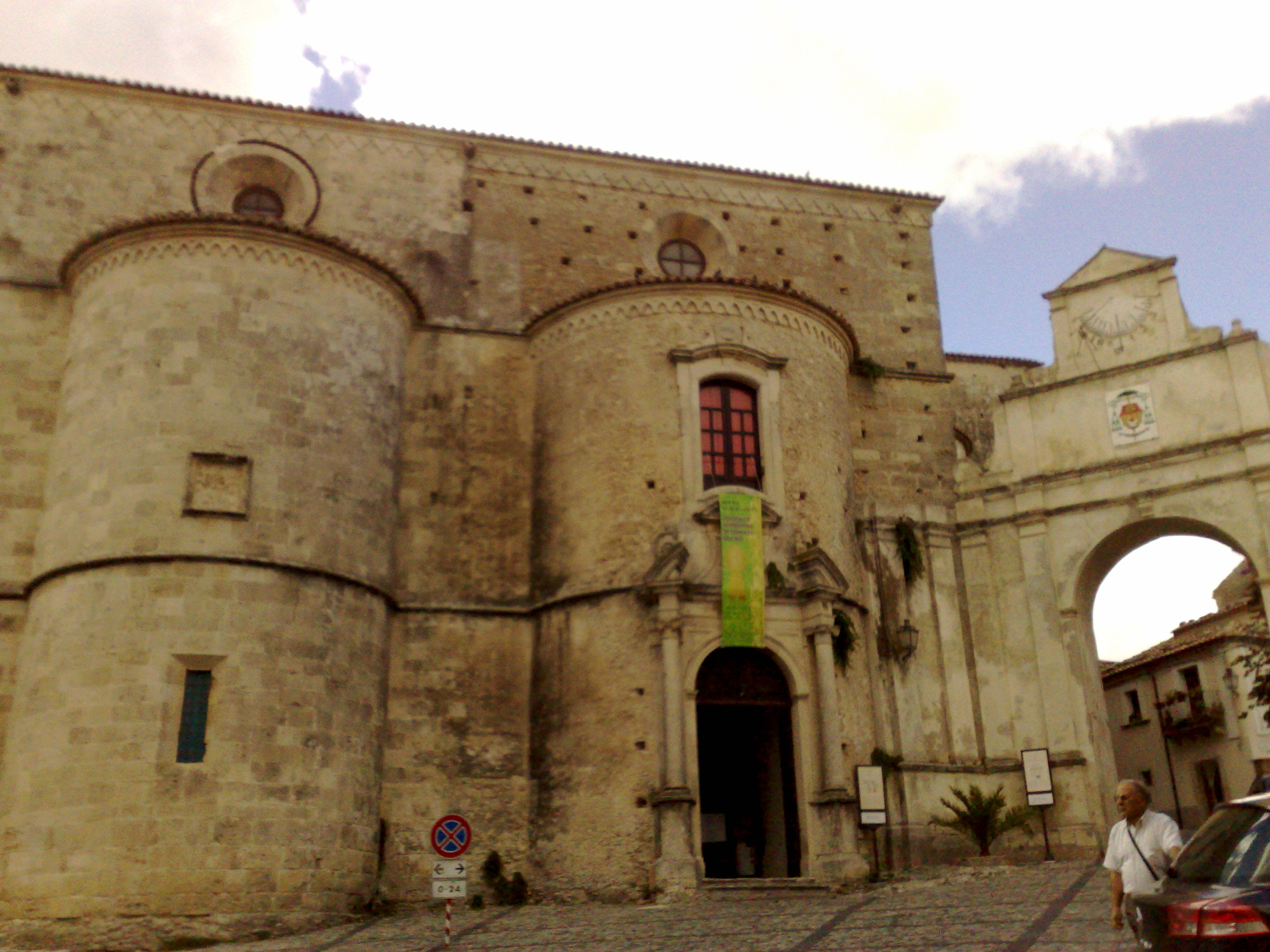
Veduta esterna della basilica concattedrale e delle due absidi

La basilica concattedrale di Santa Maria Assunta di Gerace è una delle più importanti costruzioni normanne della Calabria, oltreché uno degli edifici religiosi più grandi della regione. La basilica concattedrale di Gerace è stata dichiarata "bene architettonico" di interesse nazionale. È stata elevata alla dignità di basilica minore l'8 settembre 2018.

## Storia
I lavori di costruzione dell'edificio ebbero inizio in epoca normanna, con transetto sporgente, rispecchiante modi normanni. La chiesa fu consacrata al culto nel 1045 (data riportata su due targhe affisse all'interno della chiesa, secondo quanto si legge nel Bollario del vescovo Ottaviano Pasqua di fine sec. XVI). In epoca sveva, nell'anno 1222, si ebbe una seconda consacrazione.
La simmetria delle due absidi poste sulla stessa linea, è dovuta ad eventi sismici che hanno invalidato fin dall'epoca sveva tutto il settore ovest della Fabbrica. In seguito a ciò l'abside occidentale, eretta con blocchi parallelepipedi di arenaria locale, fu e ampliata da Battista Caracciolo conte di Gerace dal 1432 al 1449; mentre quella centrale in conci di pietra e malta, venne fatta riedificare dal vescovo Pellicano assieme al portale baroccheggiante nel 1829, sostituendo la loggia caduta in seguito al terremoto del 1744. Sulle due absidi, orientate ad Est secondo lo stile bizantino, sono posti due monoculi.

## Descrizione architettonica e opere presenti

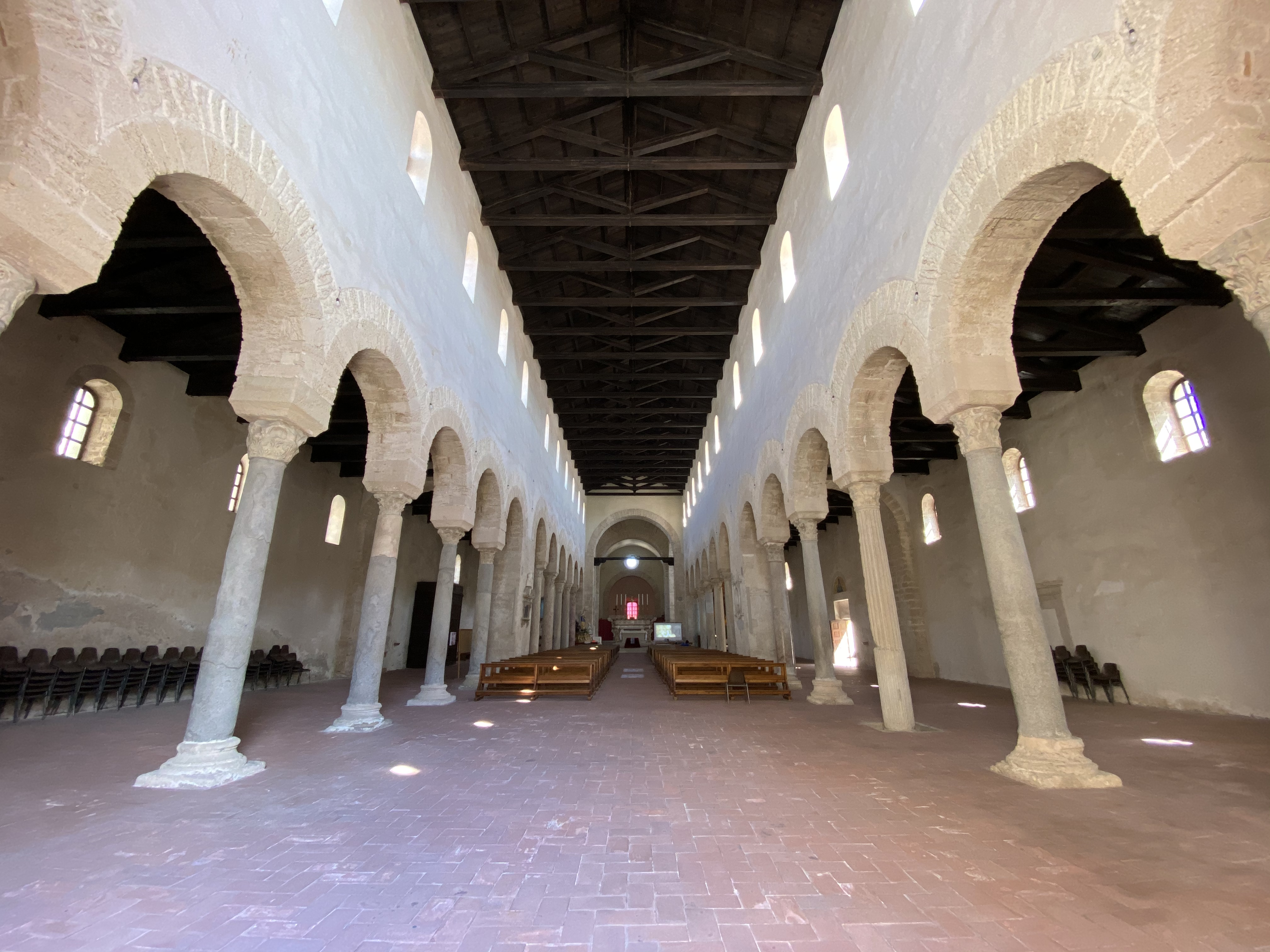
L'interno della cattedrale (agosto 2020).

Dall'esterno, in stile romanico, l'edificio religioso appare come una fortificazione a causa dell'imponente parete in pietra calcarea dalla quale sporgono due delle tre absidi di forma semicilindrica. Sull'abside centrale si apre un portale ligneo del XIX secolo ad archi concentrici, sormontato da una finestra. Quella sinistra, di diametro inferiore, presenta invece una lunga feritoia. Sovrastano le absidi due finestre circolari a strombo. Il grande campanile neoclassico è a sezione quadrata, incompiuto. L'interno della chiesa si presenta come un grande ambiente basilicale, con ampio transetto sporgente, e con innesto corrispondente alla navata centrale, un coro quasi quadrato che completa la figura della croce latina. Le tre grandi navate, che costituiscono il braccio più lungo della croce, sono separate da due file di dieci colonne, scanalate o lisce, in marmo policromo e granito, tutte diverse tra loro per qualità e dimensioni. Le due file di colonne sono separate in gruppi da cinque da un grande pilastro di irrigidimento, che originariamente delimitava la posizione delle balaustre di chiusura della schola cantorum. Le colonne provengono dalle ville prediali della marina (Locri, scomparsa, era denominata Pagliopoli, Antica Città), mentre i capitelli sono in parte antichi e in parte rifatti. Sopra le possenti arcate a tutto sesto, le tonalità scure del soffitto a capriate in legno spiccano per contrasto rispetto alle pareti bianche.
L'altare maggiore, in stile barocco, è stato realizzato con marmi policromi dai fratelli catanesi Antonino e Giuseppe Palazzotto con la collaborazione dell'artista messinese Amato. All'interno della cattedrale si trovano anche alcuni monumenti funerari, fra i quali il sarcofago del conte Giovanni Battista Caracciolo e la cappella gotica del SS. Sacramento del 1431, e numerosi arredi sacri, in parte custoditi nella suggestiva cripta bizantina, cui si accede dal braccio sinistro del transetto (o direttamente dalla Piazza Tribuna). Merita anche un'attenzione particolare il rilievo raffigurante l'Incredulità di san Tommaso, opera dei Gagini, risalente al 1535. L'influenza bizantina è evidente sia nella zona del transetto, sporgente rispetto alle navate laterali. Il capocroce è coperto da una cupola a prisma. Delle tre absidi, colo il corpo nord è originario, le altre due sono ricostruzioni del XV secolo, operate dai conti Caracciolo, dopo un rovinoso terremoto. La chiesa (Cattedrale dal 1100) è il prototipo delle chiese normanne di Sicilia.
All'interno della Cattedrale, molto probabilmente sul pilastro tra 
l'altare maggiore e quello laterale a nord, si trovava la raffigurazione
 in mosaico di Cristo, affiancato da Ruggero II,
 a sinistra, e dal vescovo della città Leonzio (morto nel 1143 ca.), a 
destra. Tale opera fu distrutta agli inizi del XVIII secolo per volontà 
dell'allora vescovo Diez, ma risaliva alla prima metà del XII secolo.

## La cripta e il tesoro della chiesa

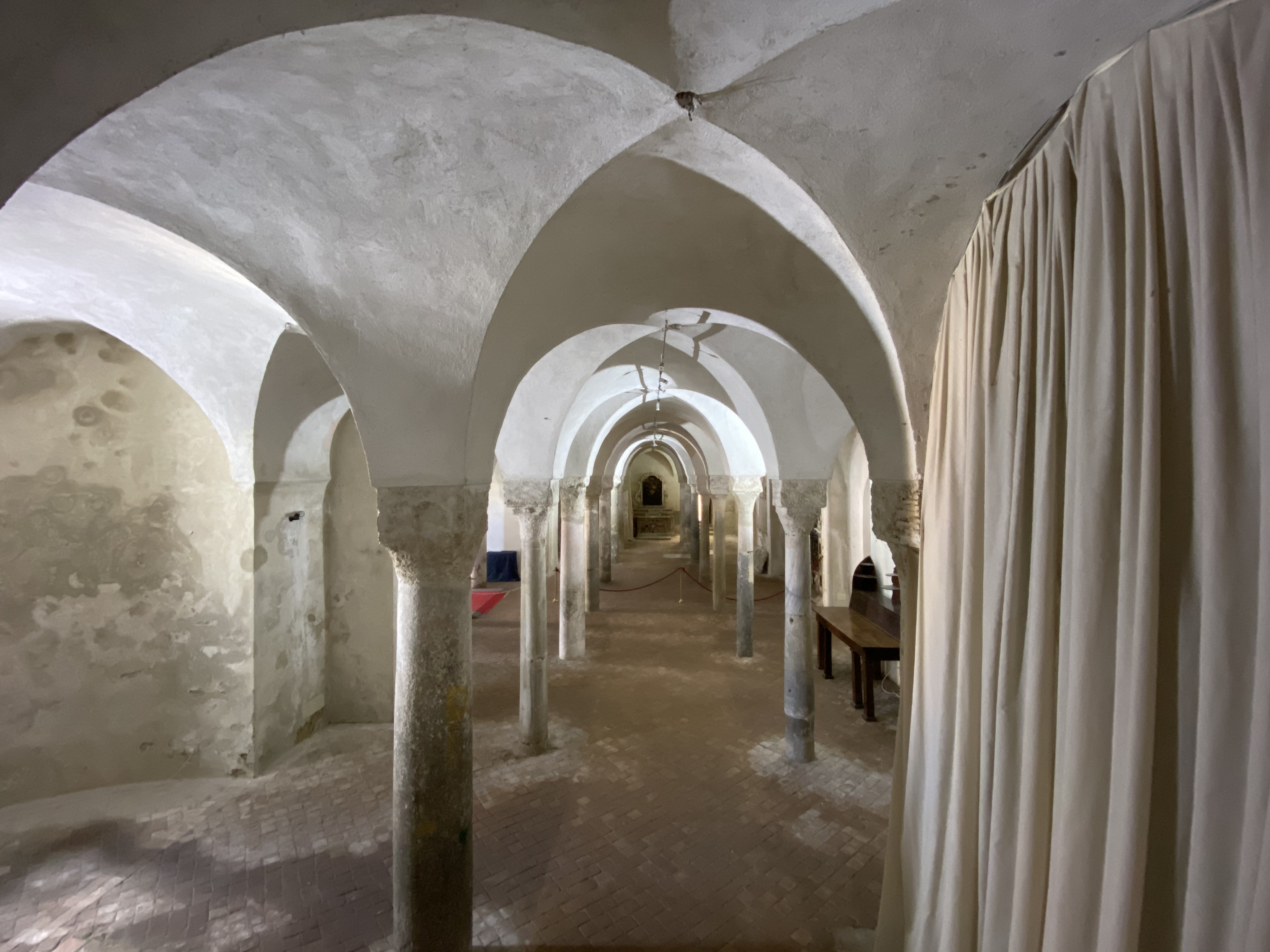
L'interno della cripta (agosto 2020).

La cripta normanna si presenta con pianta a croce greca e absidiole ricavate nello spessore del muro affiancante l'abside centrale. Ventisei colonne, anch'esse provenienti da ville di età imperiale (o forse da un tempio in situ), sorreggono la volta del nucleo più antico della cattedrale, scavato nella roccia nell'VIII secolo (quando Gerace era Santa Ciriaca). La cripta ospita la cappella della Madonna dell'Itria, piccolo ambiente ricavato nel 1261 da una chiesa rupestre, con volta a botte e decorazioni in marmo e pavimentata con maioliche geracesi del XVII secolo; l'altare con la trecentesca statua, opera dell'artista senese Tino da Camaino della Vergine col Bambino che gioca con una colonna e la cappella di San Giuseppe che ospita il museo diocesano del tesoro della cattedrale. Tra i tesori custoditi vanno menzionati:
- una stauroteca (custodia del sacro legno) in argento dorato, pietre dure e perline fabbricata probabilmente nei laboratori normanni siciliani nel XII secolo
- un grande ostensorio ottocentesco in argento dorato e ornato da pietre dure
- un calice in filigrana e pietre dure, datato 1726 e opera di argentieri siciliani
- una statua in argento dell'Assunta, proveniente dalla cappella omonima e restaurata nel 2017, opera del 1772 di un argentiere napoletano con punzone "SD", su un modello dello scultore conterraneo Salvatore di Franco allievo di Giuseppe Sammartino e commissionata da monsignor Pietro Domenico Scoppa, vescovo della Diocesi di Gerace.[3]
- vari paramenti sacri e pregiati tessuti in oro e argento realizzati da artigiani locali e da argentieri napoletani quali Gennaro Pace e Romanelli[4][5].

## Galleria d'immagini

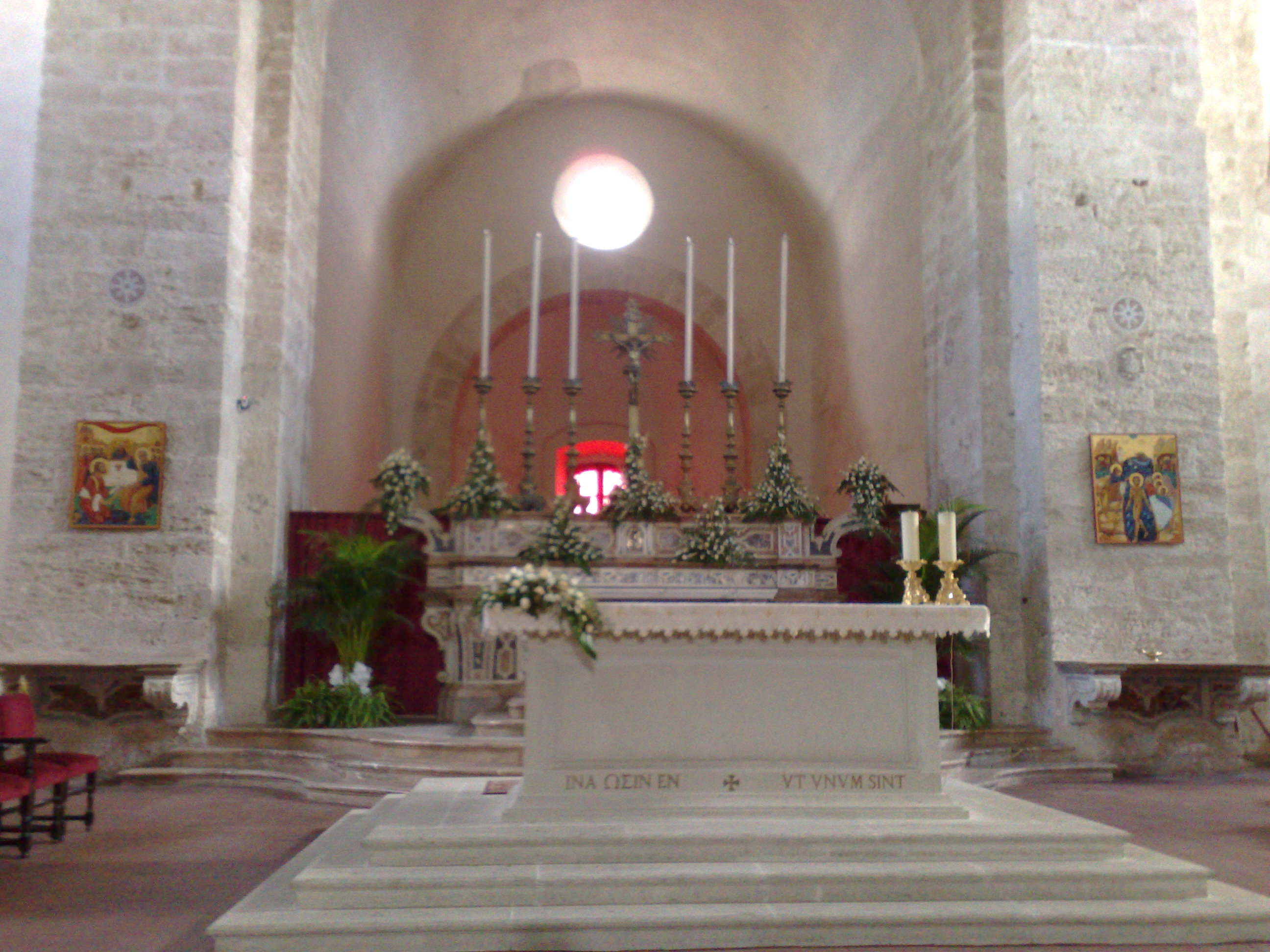
Altare
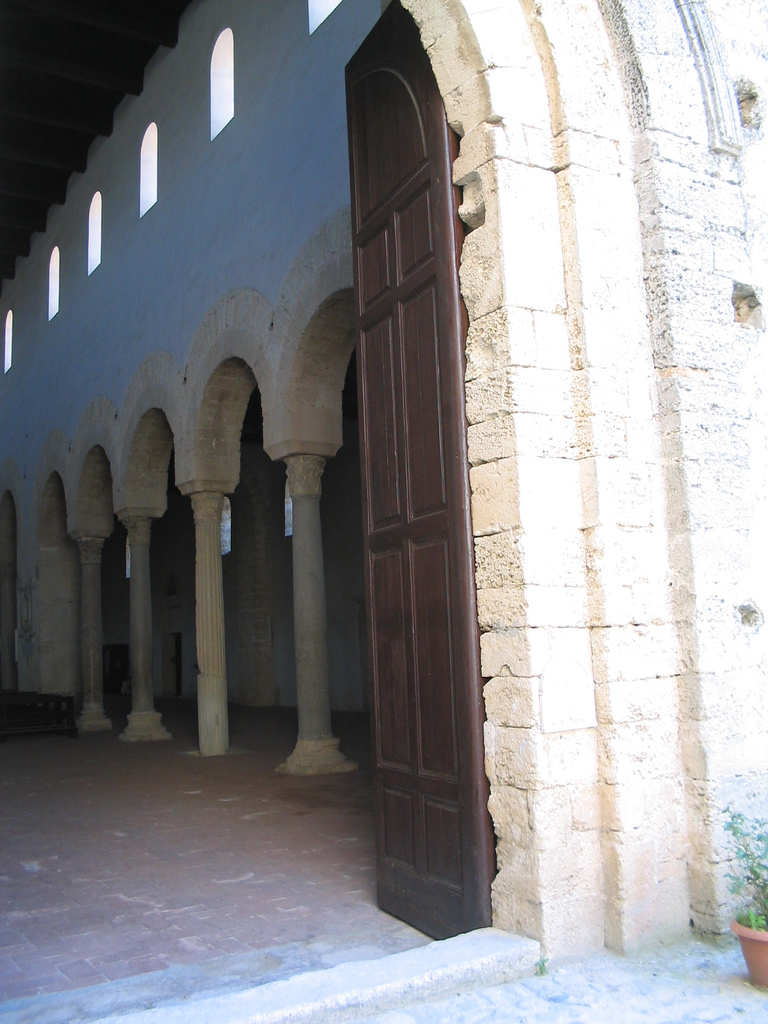
Entrata della concattedrale